# Jules Rémy
Jules Ezechiel Rémy (2 de septiembre de 1826 – 12 de diciembre de 1893) fue un naturalista, explorador y botánico francés.

## Biografía
Hijo de un maestro de escuela de Louvercy, nació en Mourmelon-le-Grand y estudió en el seminario menor de Châlons.
Explorador, recorrió gran parte del mundo; Canarias, Brasil, Chile, Bolivia,Perú y las islas de Oceanía. En Hawái, se ganó la amistad del rey Kamehameha III quien trató de convencerlo para que se convirtiera en miembro de su gobierno. Allí residió tres años y conoció al viajero inglés Julius Brenchley, con quien partió en 1855, hacia los Estados Unidos, donde visitó California y Utah, al cual se refirió como "el país de los mormones" y a cuya descripción, así como de su peculiar religión, dedicó un libro entero, Más tarde volvió a Sudamérica; Ecuador y Colombia, donde ascendió al volcán Pichincha e hizo varios intentos de escalar el Chimborazo junto con Brenchley. Regresó a Europa por el Cabo de Hornos.
Más tarde recorrió el norte de África desde Egipto hasta Marruecos. En 1863 visitó el Tíbet y el Indostán y ascendió al Himalaya. De regreso a Francia, se estableció en Louvercy en 1868, donde contrajo matrimonio.  Desde entonces se dedicó a ordenar y publicar los hallazgos de sus viajes y numerosas obras sobre fauna, flora y mineralogía.
Terminó sus días en Louvercy, donde se encuentra su tumba. Es citado por numerosos autores de finales del siglo XIX, y Verne, en Los hijos del Capitán Grant, lo menciona como uno de los grandes viajeros de su época.

## Legado
Actualmente, la abreviatura "J.Rémy" se emplea para indicarlo como autoridad en la descripción y clasificación botánica. 